# Valenzuela (Córdoba)
Valenzuela es un municipio español de la provincia de Córdoba, Andalucía. En 2016 contaba con 1208 habitantes. Su extensión superficial es de 19 km² y tiene una densidad de 63,58 hab/km². Se encuentra situada a una altitud de 341 m s. n. m. y a 84 kilómetros de la capital de provincia, Córdoba.
Perteneciente a la comarca de la Campiña Este-Guadajoz. Situada en el este de la provincia, su casco urbano se asienta en la falda del Alto de la Dehesa o cerro Boyero. El gentilicio es valenzoletana/o aunque se utiliza más el término "vinagorra/o" (derivado de vino o de biznaga). La localidad es famosa por sus alfombras de serrín coloreadas para la fiesta del Corpus Christi cada mes de junio. 

## Geografía

### Situación
| Noroeste: Porcuna       | Norte: Porcuna (12 km)             | Nordeste: Higuera de Calatrava        |
| Oeste: Baena            |                                    | Este: Higuera de Calatrava (6 km)     |
| Suroeste: Baena (25 km) | Sur: Baena y Santiago de Calatrava | Sureste: Santiago de Calatrava (5 km) |

En todos los recuadros se indican los términos municipales limítrofes. En las casillas del punto cardinal que corresponde a su dirección, las distancias a los centros urbanos.

### Relieve
Las zona más elevada es la oriental, en la que se alinean las elevaciones de El Gato (403 m s. n. m.), cerro de Fuente María (439 m s. n. m.) y cerro Boyero o Alto de la Dehesa (475 m s. n. m.). Este último cerro está coronado por una meseta ovalada de unas 14 ha de superficie. Su altitud con respecto al pie es de 180 m en el norte, aunque en las otras vertientes es menor la diferencia de nivel. Su falda septentrional, en la que está el pueblo, es la menos escarpada y su ladera opuesta, la más abrupta.
En el centro del término municipal sobresalen Las Barquillas (319 m s. n. m.), Haza Renta, El Cahíz (329 m s. n. m.) y Los Terreros. Al norte, Las Albarizas (313 m s. n. m.), La Silera (319 m s. n. m.) y Zamarrón.
La cota más baja, 260 m s. n. m., se encuentra en el arroyo del Algarbe, al noroeste del término.
Predominan dos tipos de suelos: vertisoles y gypsisoles.
Los vertisoles se encuentran en las depresiones entre colinas margosas. Son suelos profundos, de color gris o pardo gris más o menos oscuro. Se agrietan en verano y se enlodan en invierno. La dedicación de estos suelos es el cultivo de cereales y algodón, aunque en actualmente se dedican también a olivar.
Los gypsisoles se han desarrollado sobre margas yesosas del trías. Se sitúan en las suaves colinas de la campiña. Presentan carbonatos por lo que se clasifican como gypsisoles cálcicos. Tienen un contenido escaso en materia orgánica, pH alcalino, son por lo general arcillosos o arcillo limosos, en seco duros y compactos y en húmedo plásticos. En los horizontes inferiores presentan trozos pequeños de yeso cristalizado. En gran parte están cultivados de olivar.

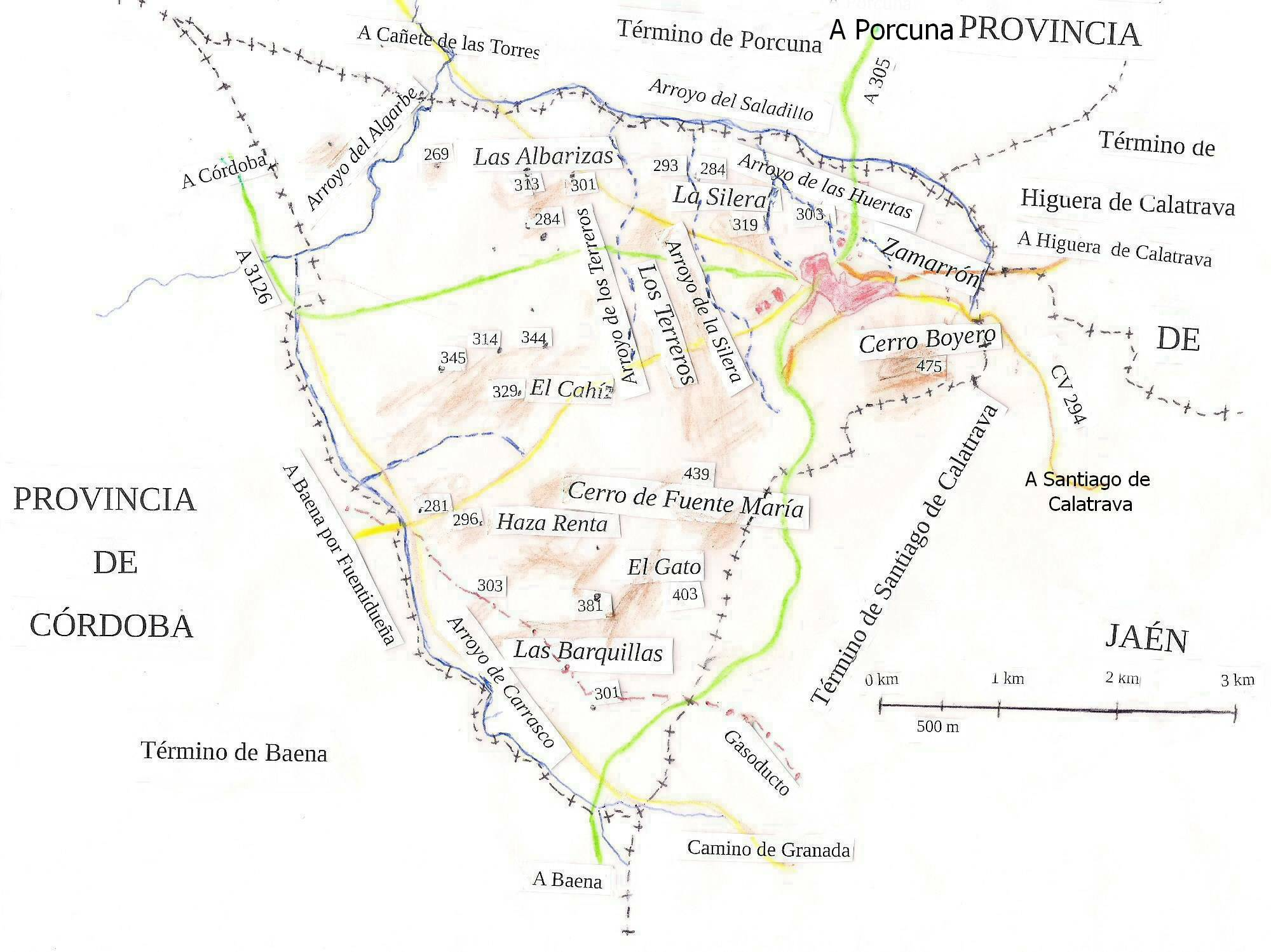
Croquis del relieve y la hidrografía de Valenzuela

### Hidrografía
Debido a la baja cantidad de precipitaciones, necesita abastecerse de agua potable del pantano del río Quiebrajano. El agua del manantial que alimentaba tradicionalmente la fuente y los pilares se utiliza actualmente para regar las huertas próximas al pueblo y llenar un aljibe, que está a disposición de los agricultores. Este manantial nace en la ladera norte de cerro Boyero. En las otras laderas afloran manantiales con menos caudal: Pozo Nuevo, La Añora y La Viña. El agua de la mayoría de los demás pozos es salobre.
Los arroyos suelen estar secos durante la mayor parte del año. El más caudaloso es el del Saladillo, que recibe el agua de todos los demás. Nace en la parte oriental de cerro Boyero, forma el límite a lo largo de 4 km con la provincia de Jaén. Por la izquierda, desembocan el arroyo de las Huertas, la vertiente de La Silera y el arroyo de los Terreros, dentro del término municipal. En el término municipal de Porcuna, a un kilómetro del límite provincial recibe el caudal del arroyo del Algarbe.
La cuenca del arroyo de las Huertas está constituida por la ladera septentrional de cerro Boyero. A la corriente central se le unen la que proviene de Las Erillas, al Este, y la del Arroyazo, al oeste.
La vertiente de La Silera recoge el agua la vertiente occidental de cerro Boyero y la oriental de Los Terreros. El arroyo de Los Terreros recibe el agua de ese cerro.
El arroyo del Algarbe nace en el término de Baena y recorre el de Valenzuela a lo largo de 2 km por su zona más baja. Recibe por el Sur el arroyo de Carrasco, que forma el límite con aquel término.
Fuente para Relieve e Hidrografía:
Base Cartográfica de Andalucía. Instituto de Estadística y Cartografía de Andalucía.

### Clima
Se puede encuadrar en el clima mediterráneo (Csa) en la clasificación climática de Köppen, aunque se aproxima en algunos aspectos al clima continental.
Media de las precipitaciones entre los años 1958 y 1985: 512 mm. Es una cantidad inferior a la de Córdoba, cuya precipitación anual media es 605 mm.
Temperatura de los años 2001 a 2014
| Media de las t. máximas | Media de las t. mínimas | T. media | Amplitud térmica diaria | Amplitud térmica anual | T. máxima absoluta | T. mínima absoluta |
| ----------------------- | ----------------------- | -------- | ----------------------- | ---------------------- | ------------------ | ------------------ |
| 24,9 °C                 | 10,8 °C                 | 17,8 °C  | 14,1 °C                 | 19,8 °C                | 45,4 °C            | -7,8 °C            |

Medias mensuales
Fuentes:

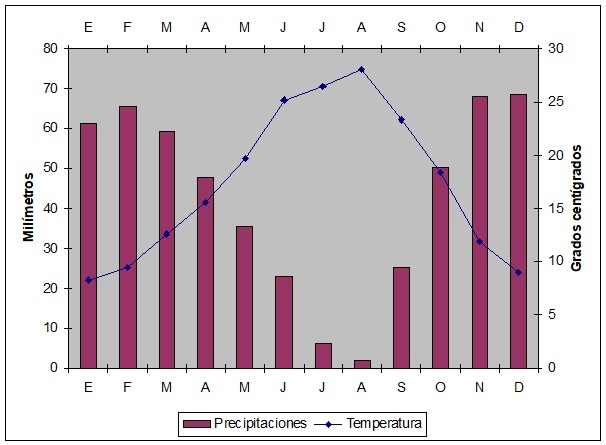
Climograma de Valenzuela

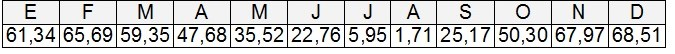
Cuadro precipitaciones medias en mm de 1958 a 1984

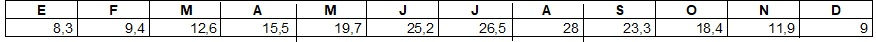
Tabla de las temperaturas medias mensuales en grados centígrados desde noviembre de 2000 hasta julio de 2019

Los datos de las precipitaciones se han obtenido de los cuadernos oficiales de los colaboradores de la Confederación Hidrográfica del Guadalquivir en Valenzuela.
Para las temperaturas, se ha recurrido a la página de la Estación Meteorológica de Baena

## Historia

### Edad Antigua
El topónimo Valenzuela hace referencia al antiguo linaje leonés de los Valenzuela que tomaron protagonismo en la conquista en el siglo XIII de esa parte de Andalucía y en la que una de sus ramas terminó asentándose en este municipio cordobés.
Cerro Boyero, al sureste de Valenzuela (cota 478), en un cruce de caminos entre las campiñas del valle medio del Guadalquivir y la Alta Andalucía , es valorado por el hallazgo de cerámicas pintadas del Bronce Final,  destacándose su etapa protohistórica y la importancia del sitio.  A pesar de su importancia en el Bronce final, no se descarta la fundación en el Cobre. Boyero vivió la expansión prefenicia, tartésica  e ibero-turdetana; época de definición urbanística fortificada (oppida).
Su superficie, una meseta de 16 hectáreas, solo es superada por los grandes asentamientos de Sureste y Levante. Junto con la cercana Obulco , en Porcuna, con 20 hectáreas,  Boyero es uno de los centros de poder en territorio ibérico.
Está ubicado cerca de un antiguo viario usado por Roma en favor de la Vía Augusta, pero transitado en época prerromana por los muchos asentamientos que lo flanqueaban: Alcores (Obulco/Ipolca) de Porcuna, Molinillos, Cuesta de los Pinos, Castellares del Genil, Minguillar (Iponoba/Iponuba) de Baena o Torreparedones (Ituci) de Castro del Río/Baena, etc. 
El recinto fue ampliado en la parte occidental en la época romana. Su fortificación es abandonada al final de la República. 
A finales del siglo XX fueron descubiertos un relieve antropomorfo y una inscripción ibérica entre la meseta y la cota 462.
El relieve tiene unas dimensiones aproximadas de 50 cm de altura, 40 cm de grosor y 20 cm de anchura. Representa la mitad derecha de la cara de un varón barbado y desnudo. No tiene unos referentes ibéricos claros. El relieve original, que tendría una altura de 1,46 m, fue fragmentado para reutilizarlo en una construcción funeraria o defensiva, probablemente la muralla de Boyero. Puede situarse en un período ibérico tardío, a partir del siglo III a. C.
La piedra inscrita, como la del relieve pero más ligera, sería el fragmento de un objeto diferente y quizás sin relación directa con aquel, pese a que proceda del mismo contexto o monumento. De forma irregular e incompleta, tiene unas dimensiones de 8,6 cm de altura; 8,2 cm de anchura en la base y 6 cm en la parte superior, y 3 cm de grosor.  La cronología del epígrafe es incierta, pero puede establecerse con los vasos de plata andaluces, en época romano republicana. 

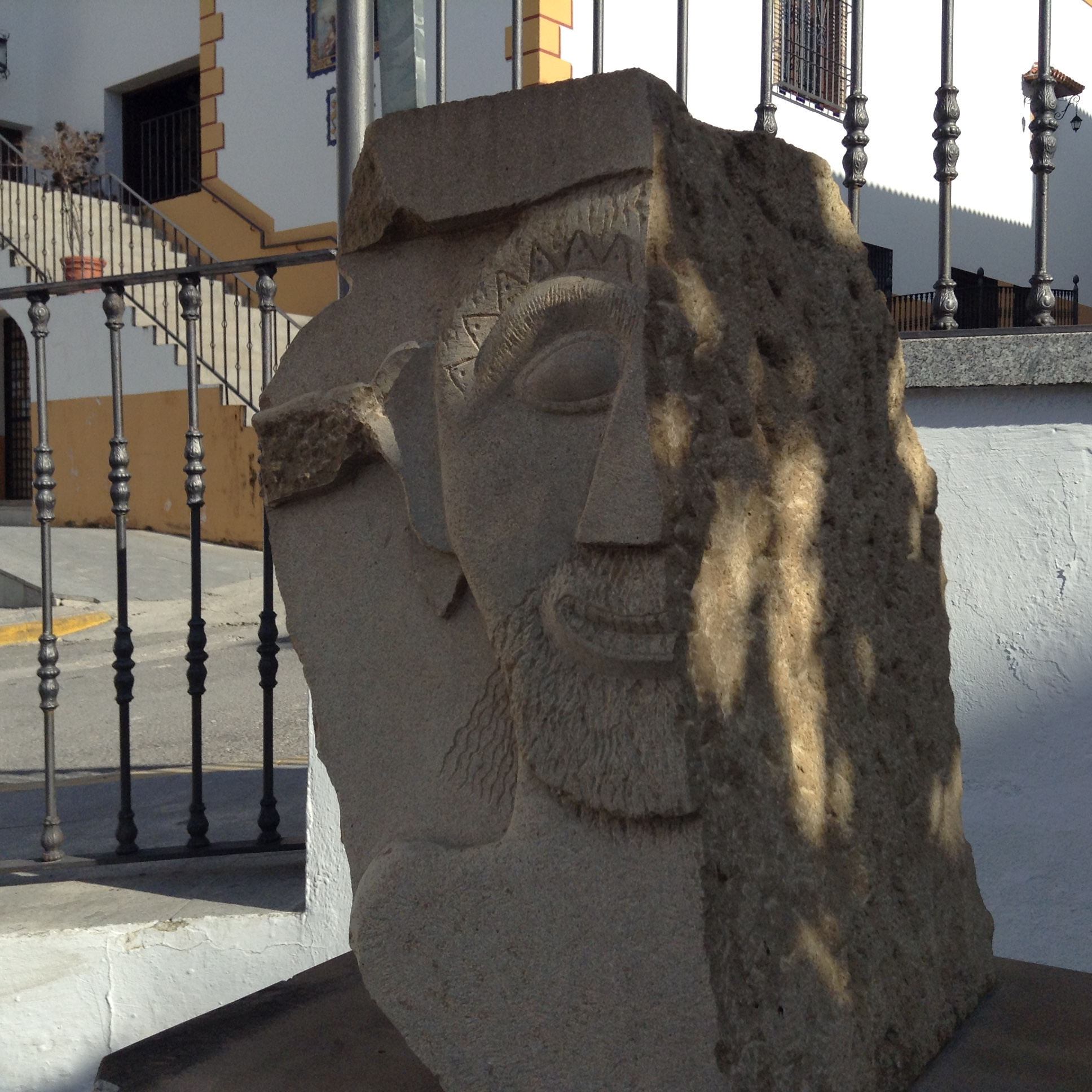
Réplica del relieve antropomorfo descubierto en cerro Boyero.

En febrero de 2002 fueron intervenidas numerosas piezas procedentes de cerro Boyero, entre ellas: una fíbula, un anillo, unas arracadas de oro, un fragmento de soliferrum, un cinturón de placas y garfios de bronce y las asas de un caldero o brasero de la Época Tartésica;  una falcata, varias soliferras y algunos puñales de dos antenas ibéricos; además de decenas de monedas de la Época Romana Republicana y algunas alto y bajo-imperiales (127). Estas últimas procederían de las villas romanas del entorno ya que la fortificación fue abandonada tras la reorganización política administrativa de la época de Augusto.
Dentro del término de Valenzuela, a tres kilómetros de cerro Boyero se ha estudiado el recinto fortificado de Las Saladillas, en el que se han encontrado restos de cerámica del Bronce Final.
En junio de 2010 fue hallado un pozo durante la ejecución de las obras de una carretera. Es una fosa de origen ibero, de entre los siglos IV y V antes de Cristo y que presenta unas dimensiones de unos cuatro metros de ancho por cinco de profundidad. Los restos encontrados llevan a pensar que se trató de una infraestructura de relevancia en la zona, ya que incluso cuenta con una escalera de acceso al mismo

### Edad Media
No se conoce la fecha exacta de la conquista de Valenzuela, pero existen documentos que prueban que en el año 1264 ya había sido establecida la ración de la iglesia de San Pedro.
Aunque la opinión tradicional es que el primer señor fue Lope Sánchez desde 1235, la más generalizada es que Valenzuela y las tierras de su entorno fueron conquistadas por Tello Alfonso en 1240, después de la conquista de Córdoba.
Fernando III concede el señorío por encontrarse la villa en una zona fronteriza con difícil defensa y repoblación.
Durante la Baja Edad Media sufrió las incursiones de los granadinos y las guerras civiles nobiliarias.
En 1296 el Señor de Valenzuela concurre con sus tropas a la defensa de Baena, sitiada por el rey de Granada. Un siglo más tarde, en 1382, las fuerzas nazaríes destruyen la torre del homenaje de Valenzuela. Finalmente, en 1483, el Señor de Valenzuela ayuda a los caballeros del sur del Reino de Córdoba en la batalla de Lucena. Además de estos hechos, que están documentados en las crónicas, los saqueos y las quemas de las cosechas eran habituales.
Las guerras civiles se recrudecen en los últimos 140 años de la Reconquista:
El VI Señor de Valenzuela pierde el señorío de Castro Viejo (Torreparedones) por luchar en el bando de Pedro I contra su hermano Enrique II. El VII Señor recupera esta plaza por merced de Enrique III, pero no puede tomar posesión debido a la resistencia de los caballeros al servicio de la ciudad de Córdoba. El VIII Señor muere asesinado en Linares después de conquistar su castillo para la ciudad de Baeza. El último enfrentamiento nobiliario se produce cuando Alfonso Fernández, antiguo señor de Valenzuela, arrebata la villa al conde de Cabra, nuevo señor, por haber permutado el señorío a cambio de una dehesa del Montón de la Tierra cuando Alfonso era menor de edad. Los Reyes Católicos imponen su autoridad, siguiendo su política de pacificación de la nobleza, y ordenan la demolición de su castillo.

### Edad Moderna

#### 1500-1752
La nobleza pierde poder político pero aumenta su poder económico y social. Se extienden las tierras cultivadas, aumenta la población y se incrementan los ingresos de los señores de la villa.
Además de las rentas por sus propiedades y los censos de las casas, los señores de Valenzuela recaudarán las tercias reales que había enajenado la corona. Los condes de Cabra ingresarán las alcabalas, otro tributo real enajenado.
El nuevo señor de Valenzuela será el quinto hijo del conde de Cabra. La nueva casa estará subordinada al condado de Cabra, que tendrá que aprobar los nombramientos de los dos alcaldes realizados por el señor de Valenzuela, siendo los nombramientos del escribano y la correduría de granos potestad exclusiva del conde de Cabra (que posteriormente ostentará, además, los títulos de duque de Sessa y Baena).
Los límites del señorío y de las propiedades serán objeto de numerosos pleitos con el conde de Cabra y los Valenzuela.
En 1625, Felipe III transforma el señorío en marquesado. En el siglo XVIII se une al condado de Luque y al marquesado de Algarinejo por vía matrimonial.
El concejo de la villa adquirió, en 1590, la propiedad de la dehesa llamada Baja y del egido, que constaban de 300 fanegas de tierra, por la cantidad de 450.000 maravedís. En 1655 vendió 300 fanegas de tierra al marqués de Valenzuela, con la obligación de pagar 650 ducados de capital y réditos que debía la villa de un censo impuesto sobre dicha dehesa a favor del Tribunal de la Inquisición de Córdoba y estipulado además que se habían de separar treinta fanegas en sitio determinado para que las disfrutasen los vecinos, los cuales siendo entonces 120 cupieron a tres celemines cada uno. Estas suertes no se podían vender.
El número de vecinos (familias) asciende de 47, en 1502, a 359, en 1752. La baja cantidad del inicio del siglo XVI puede deberse a haber sufrido alguna epidemia, además de a las pésimas condiciones de vida que tenían los pobladores de la Frontera.

#### Catastro de Ensenada
Las Respuestas al Interrogatorio General de Valenzuela están fechadas en 1.752. Nos da una gran cantidad de datos sobre la economía y la vida de sus habitantes en el siglo XVIII. No obstante, el estudio de la sociedad y la economía, basándose solo en el Interrogatorio, tiene el inconveniente de ignorar el número real de habitantes y la zona en la que trabajan. Este último dato es fundamental en el caso de Valenzuela por tener un término municipal muy pequeño.
El número de vecinos es 359. La población estaría comprendida entre 1.400 y 1800 habitantes. El número de casas es menor, 336. El marqués de Valenzuela recauda un censo de 868 reales, 2 o 4 reales por casa. Ninguna de las viviendas está diseminada por el campo. Los edificios de los cortijos se destinan a almacenar aperos y animales. Son casas "retamizas" (con cubierta de retamas). Dentro del pueblo hay algunas de esa clase. La mayoría de ellas son establos y almacenes, aunque algunas están habitadas, entre ellas la del albergue de transeúntes.
Hay una iglesia, consagrada a la Virgen de la Asunción, y una ermita, dedicada a San Roque. No se nombra la iglesia de San Pedro, mencionada anteriormente. La iglesia de la Asunción se derrumbará tres años después, debido al Terremoto de Lisboa.
Agricultura
La economía está basada en la agricultura y la ganadería. Solo se desaprovechan veinte fanegas de un total de 2.577 (1581,15 ha). Casi toda su superficie es de secano. Solo se riega una fanega con el agua de la fuente. En esta fanega están los únicos cuatro árboles de todo el término.
En el documento se dividen las tierras de cultivo en tres zonas: ruedo y hazas cercanas, cortijos y hazas alejadas. Las del ruedo son de primera calidad. Las otras dos tienen tres calidades.
En las tierras de primera calidad, (divididas en tres hojas) se realiza la rotación de cultivos: el primer año se siembran de trigo, el segundo de cebada y el tercero de semillas (escaña, habas, yeros y garbanzos). En las de segunda, el primer año se siembra dos tercios de trigo y uno de cebada, el segundo año es de barbecho semillado y tercer año es de barbecho blanco. En las de tercera los dos últimos años son de barbecho blanco.
Además de las tierras cultivadas hay dos dehesas: una comunal de las Yeguas y Potros) y otra propiedad de los cortijos contiguos.
La propiedad está concentrada en muy pocas manos. El mayor propietario es el citado marqués que posee casi todo el ruedo, además de varios cortijos. Las hazas suelen tener una extensión menor a la fanega. No se precisa si las tierras están explotadas directamente por los propietarios o a través de aparceros. El número de jornaleros es de 200 (que perciben 3 reales de jornal), el de labradores de su propia finca (pegujar), 18, y no se precisa la cantidad de caseros de los cortijos.
La medida de superficie utilizada es la fanega que equivale a 6.135,61 metros cuadrados, según la equivalencia incluida en el documento: 8.770 varas cuadradas (1 vara=0,836 m). La fanega, como medida de capacidad, es igual a 55,5 litros. Equivale a 41,5 kg de trigo de una densidad de 0,75 y a 36 kg de cebada con un peso específico de 0,65.
El número total de fanegas es 2.577 (1568,87 ha). 20 de ellas son de erial.
Producción agrícola de un quinquenio
|                            | Tierras de 1.ª calidad | Tierras de 2.ª calidad | Tierras de 3.ª calidad | Dehesas | Regadío | Fanegas recolectadas | Precio fanega               | Valor en reales |
| -------------------------- | ---------------------- | ---------------------- | ---------------------- | ------- | ------- | -------------------- | --------------------------- | --------------- |
| Fanegas de tierra          | 748                    | 1000                   | 549                    | 160     | 1       |                      |                             |                 |
| Fan. trigo/fan. tierra     | 12                     | 9                      | 5                      |         |         | 20.721               | 16                          | 331.536         |
| Fan. cebada/fan. tierra    | 15                     | 10                     | 6                      |         |         | 24.514               | 9                           | 220.626         |
| Fan. escaña/fan. tierra    | 15                     | 10*                    |                        |         |         | 21.220               | 7                           | 148.540         |
| Fan. yeros/fan. tierra     | 7                      | 2*                     |                        |         |         | 6.238                | 15                          | 93.570          |
| Fan. garbanzos/fan. tierra | 12*                    | 1*                     |                        |         |         | 2.496                | 20                          | 64.880          |
| Fan. habas/fan tierra      | 2*                     | 1*                     |                        |         |         | 2.496                | 12                          | 26.928          |
| Producción pastos          |                        |                        |                        |         |         |                      |                             | 1.600           |
| P. hortalizas y forraje    |                        |                        |                        |         |         |                      |                             | 600             |
|                            |                        |                        |                        |         |         |                      | Producción total quinquenio | 888.280         |

- No se especifica en la descripción del quinquenio, aunque se puede deducir de las preguntas anteriores.

La producción agrícola anual asciende a 177.656 reales
Ganadería
|                  | Ganado ovino | Ganado bovino | Ganado equino | Ganado asnal | Ganado mular | Ganado porcino | Total |
| ---------------- | ------------ | ------------- | ------------- | ------------ | ------------ | -------------- | ----- |
| Cabezas          | 1.132        | 552           | 108           | 469          | 53           | 949            |       |
| Hembras de cría  | 700          | 200           | 50            | 100          |              | 108            |       |
| Crías al año     | 700          | 100           | 17            | 50           |              | 324            |       |
| Precio cría      | 12           | 70            | 70            | 30           |              | 10             |       |
| Producción anual | 11.796       | 7.000         | 1.190         | 1500         |              | 324            | 24040 |

- En la producción del ganado ovino están incluidos los corderos, la lana y la leche

El número de cabezas y la producción ganadera de los eclesiásticos, 1.292 reales, están incluidos en la tabla. 
La producción de las 147 colmenas existentes en el término es de 441 reales.
En la Respuestas no se precisa el número de personas dedicadas a la ganadería.
El número de cabezas de ganado bovino es superior al necesario para labrar las tierras del término, por lo que se deduce que sus habitantes cultivan además hazas y cortijos de los términos vecinos. La cría de ganado, viendo los datos, excede a las necesidades de la población.
Artes mecánicas
Este nombre indica en las Respuestas la industria, reducida a algunos oficios artesanales. Se relacionan todos los artesanos con nombre y apellido junto a sus ingresos diarios. Se enumeran dos carpinteros, un herrador, seis zapateros, tres albañiles, un sastre, cinco horneros, dos panaderos, un cortador de carne y dos herreros (veintitrés en total). Sus salarios oscilan entre 1,5 y 4 reales diarios. Sus rentas anuales suman 13.937,5 reales.
Comercio y transportes
En este apartado se relacionan los nombres y apellidos de los propietarios de establecimientos públicos, arrieros y arrieros-comerciantes (trajinantes). En el primer grupo tenemos tres tenderos de especiería, un estanquero, un vendedor de jabón, un tabernero, un mesonero, un tratante de ganado y un corredor de granos (ocho en total). Sus ingresos anuales son 8.450 reales. El segundo grupo lo forman 29 arrieros cuyos ingresos anuales van de 3.000 a 17.000, ascendiendo el total a 215.000 reales. El grupo de arrieros que se dedican al comercio lo integran 15 personas que ingresan 2.000 o 3.000 reales cada uno. Sus ingresos suman 27.000 reales.
El total de este apartado es 250.450 reales-
Los ingresos de los arrieros son desproporcionados. Superan a la producción agropecuaria (202.578 reales).
Administración y servicios públicos
En este grupo tenemos un médico, un escribano, tres notarios, un depositario del pósito, dos sacristanes, siete clérigos, dos arrendadores del diezmo, un arrendador de grano, un recaudador de la alcabala del viento, un sargento, un cabo, diez soldados, cuatro barberos (uno de ellos, sangrador) y un maestro (treinta y seis en total). Los soldados no tienen ningún ingreso y los de los clérigos no constan. Algunas de estas personas tienen varios puestos de trabajo. Es el caso de tres notarios que compaginan este trabajo con el de vicario mayor, herrero y sacristán (además de organista y estanquero).
En total reciben 9.630,56 reales anuales.
Trabajo
En la relación de empleos faltan los de las mujeres y los de los hijos no emancipados. Además no se informa del número de pastores y caseros. Sí se incluye a cincuenta pobres de solemnidad.
El resumen es el siguiente: 218 dedicadas a la agricultura; 23 a la industria; 49 al comercio y transportes; 36 a la administración y servicios, y 50 pobres de solemnidad. Suman 376 pero hay que descontar a los tres notarios (que compaginan esta ocupación con otro oficio), al escribano, que no es vecino y al estanquero, que también es sacristán. El resultado, 371, es superior al número de vecinos registrados en las Respuestas, 359. La explicación puede estar en que algunos vecinos tienen dos empleos o en que los soldados no sean vecinos.
Distribuyendo el número de empleados por sectores económicos tenemos el siguiente resultado:
66,9% pertenecen al sector primario, 7% al secundario y 26,1% al terciario.
Impuestos
La población tiene que hacer frente al pago de una gran variedad de impuestos. En la tabla siguiente aparecen los que perciben la Iglesia Católica, el marqués de Valenzuela y el duque de Sessa, junto a los ingresos que recibe la villa. Además, la Real Hacienda recaudaba otros tributos como los impuestos provinciales. Habría que agregarle la cantidad que se pagaba al señor de cada villa por la exclusiva de los molinos. Los vecinos de Valenzuela pagarían, fuera de su término, un sobreprecio al molinero, a causa de este monopolio.
| Iglesia          | Católica | Duque de             | Sessa | Marqués de         | Valenzuela | Ingresos                       | villa |
| ---------------- | -------- | -------------------- | ----- | ------------------ | ---------- | ------------------------------ | ----- |
| Diezmos          | 13 388   | Correduría de granos | 718   | Alquiler de hornos | 1500       | Alcabala del viento            | 850   |
| Primicias        | 795      | Alcabalas            | 5 000 | Censos casas       | 868        | Taberna vino, vinagre y aceite | 1.900 |
| Voto de Santiago | 480      | Total                | 5.718 | Tercias reales     | 1 888      | Propios                        | 60    |
| Total            | 14 663   |                      |       | Total              | 4 256      | Total                          | 2 810 |

La mayoría de los diezmos se recaudaban en especie. En la tabla se ha anotado su valor en reales
Respuestas al interrogatorio del geógrafo Tomás López (1792)
El interrogatorio fue elaborado con el fin de confeccionar un mapa de España. Para ello, lo envió a los obispos, curas y funcionarios civiles. Las respuestas de Valenzuela fueron redactadas por el cura párroco y firmadas el 20 de abril de 1972.
Tiene algunas diferencias con los datos de la Respuestas al Interrogatorio del Catastro de Ensenada. Las razón de estas divergencias puede estar en que se contaba con menos medios para la redacción de las respuestas o a que realmente había una evolución.
-En el Catastro se afirma que Valenzuela es una villa, mientras que a este interrogatorio se responde que es un lugar.
- El número de vecinos registrados en el Catastro es 359. En cuarenta años asciende a 470 familias (unos 2 880 habitantes). La cantidad anual de nacimientos es 80, y 12 la de defunciones. Equivalen a unas tasas de natalidad y mortalidad de 42,5‰ y 6,3‰ respectivamente.
-Se afirma que existe una iglesia y dos ermitas, la del Santo Calvario y la de San Roque. En el Catastro no se nombra la del Calvario.
-En el Catastro el número de fanegas era 2 577. En el interrogatorio, 2 000. En el Catastro se reconoce que solo hay una fanega de regadío con tres o cuatro árboles frutales. En este interrogatorio se describe una fértil huerta con una frondosa alameda y abundantes legumbres de una extensión de seis fanegas.
-La producción anual de grano declarada en el Catastro es 11 393 fanegas mientras que en este documento se afirma que es 6000.
-Un ingreso no declarado en el Catastro es el de la caza de perdices vivas a la carrera. Se estima una cantidad anual de 1 500 cabezas obtenidas. El precio oscila de 15 a 30 reales por perdiz, siendo las más apreciadas las del Alto de la Dehesa.
-Otro ingreso que no estaba incluido es el de 200 telares de lino y estopa manejados por mujeres con una producción anual de 2 000 arrobas.
-Después de la firma, el autor declara que existe una fábrica de yeso con una producción de 8 000 fanegas anuales, manufactura no mencionada en el Catastro.

### Edad Contemporánea

#### 1808-1845

##### Economía
En 1811, solo cinco propietarios poseen más de cincuenta fanegas cada uno. El mayor propietario, el marqués de Valenzuela, acumula 1790 fanegas. Además de él, únicamente la segunda propietaria suma más de cien fanegas (138). Nueve labradores, uno de ellos no residente, tienen entre veinte y cincuenta fanegas. Más de treinta poseen tierras de entre dos y veinte fanegas.
Ramírez de las Casas-Deza, en su obra Corografía histórico-estadistíca de la provincia y obispado de Córdoba, nos informa de que, a partir de 1820, se estaban vendiendo parte de las suertes (parcelas) de tres celemines de superficie que habían sido cedidas a ciento veinte vecinos en 1655, con la prohibición de su venta. Además afirma que el 99% del total de la superficie del término estaba cultivado. En el Catastro de Ensenada el porcentaje era 89,8.
La desvinculación de los mayorazgos tuvo más consecuencias que las desamortizaciones civil y eclesiástica. A partir de 1820 el marqués de Valenzuela vende parte de las tierras del ruedo. Después de una desvinculación parcial en 1837, que vuelve a la legislación de 1820, se produce la abolición definitiva en 1841. El marqués vendió sus tierras en parcelas de dos a cuatro fanegas.
Ramírez de las Casas-Deza cita treinta telares de lienzo como única industria (doscientos en el Interrogatorio de Tomás López). No obstante, confirma la fabricación de yeso y su venta a los pueblos cercanos. Afirma que no existía ningún molino harinero, ya que el río más cercano es el Guadajoz, a doce kilómetros de distancia.
Coincide con Tomás López en que la caza es una fuente importante de subsistencia, aunque las especies que indica son distintas: perdices según Tomás López y alondras, trigueros y palomas según Ramírez.
El Diccionario geográfico-estadístico-histórico de España y sus posesiones de ultramar (1845-50) de Madoz es otra fuente importante para comprender la historia de la etapa central del siglo XIX. En él se afirma que:
Las actividades económicas básicas de la villa son la agricultura y la arriería.
Los caminos son de pueblo a pueblo en muy mal estado.
La correspondencia se recibe de Baena por un valijero.
A las especies vegetales cultivadas anteriormente (trigo, cebada, escaña, habas, yeros y garbanzos) se les suma el alpiste. Las especies pecuarias siguen siendo las mismas: ganado vacuno, de cerda, lanar, asnal, mular y caballar.
Hay una fuente bastante escasa y algunos pozos, de cuyas aguas, gruesas y algo salobres, se surte el vecindario.
La riqueza imponible territorial y pecuaria que consta es 218 126 reales. En 1752 los ingresos agropecuarios eran 202 137 reales. La riqueza imponible comercial en 1845-50 es 96 965 reales, menos de la mitad de los ingresos comerciales declarados en el Catastro: 250 450 reales.
La contribución de la villa a la Hacienda Pública es de 56 129 reales, que equivalen a una media de 100,95 reales por vecino. En el Catastro de Ensenada todos los impuestos sumaban 28 197 reales, 78,54 reales por vecino. Hay que hacer constar que en esta cantidad no están incluidos algunos impuestos provinciales.

##### Política y sociedad
Algunos documentos prueban que en 1839 Valenzuela era un municipio independiente, como consecuencia de la abolición definitiva de los señoríos por la Ley de 3 de mayo de 1837, durante la Regencia de María Cristina. Este hecho político va paralelo a la desvinculación de los mayorazgos que tendrá consecuencias económicas y sociales.
El Diccionario de Madoz nos aporta algunos datos sobre la evolución social y política desde la elaboración del Catastro de Ensenada hasta mediados del siglo XIX:
- Valenzuela es una villa con ayuntamiento que forma parte de la provincia y diócesis de Córdoba, del partido judicial de Baena, y de la audiencia territorial y capitanía general de Sevilla. El ayuntamiento está formado por un alcalde, un teniente de alcalde, ocho regidores y un síndico. Además, consta de siete suplentes.
- El número de casas ha aumentado de 363 a 543. Uno de estos edificios contiene la casa consistorial además del pósito y la cárcel. Tiene once calles empedradas y amplias.
- Se ha fundado un hospital que tiene 7 974 reales de presupuesto.
- La única escuela, a la que asisten 45 niños, tiene una dotación de 2 200 reales (en el siglo XVIII no tenía dotación). La escuela de niñas no tiene dotación (Es posible que existiera en 1752 porque el Catastro solo nombra a las mujeres que son pobres de solemnidad).
- La ermita del Calvario, que cita el interrogatorio de Tomás López por primera vez, está en ruinas. El cementerio, que no mencionan los documentos anteriores, lo sitúa el Diccionario a la parte de Poniente.
- En la descripción de los límites se aprecia que los términos de Higuera de Calatrava y Santiago de Calatrava ya lindan con el de Valenzuela porque han ocupado parte de la superficie que tenía un siglo antes el término de Martos.
- Hay un servicio de correspondencia a través de Baena del que se encarga un valijero.
- Tienen derecho a votar 251 vecinos. De ellos, son elegibles 230. La Ley Electoral de 20 de julio de 1837 establece que pueden ser electores los españoles residentes en la provincia un año al menos y que paguen una contribución de 200 reales o tengan 1 500 de renta, además de otros casos específicos. Para ser elegido se exigen las mismas condiciones, además de la de ser seglar.
- El cupo anual de soldados para una quinta de 25 000 hombres es de 4,4.

La mayoría de los datos aportados por Ramírez de las Casas Deza coinciden con los de Madoz, aunque en el cuadro siguiente se pueden observar algunas diferencias:
|                                        | Calles | Casas | Vecinos |
| -------------------------------------- | ------ | ----- | ------- |
| Diccionario de Madoz                   | 11     | 543   | 554     |
| Corografía de Ramírez de las Casa-Deza | 16     | 621   | 658     |

Ramírez de las Casas Deza menciona, además, a un escribano real, que protocola en Baena, y a un médico, con 150 ducados de dotación.

#### 1845-1990

##### Economía
Agricultura y ganadería
La distribución de la propiedad agrícola evoluciona desde la venta de las tierras del marqués. Debido a la frecuencia de las sequías, muchos pequeños propietarios tienen que vender sus parcelas para poder subsistir. Los momentos en que se producen más ventas son la posguerra y la década de 1960. En el primer caso, los propietarios están obligados a vender para reconstruir sus casas, que habían sido derribadas sistemáticamente por el ejército durante su ausencia, y para conseguir alimentos, dada la carestía de la vida en esa época. Las ventas de la década de 1960 se producen por la emigración.
Los planos del Instituto Geográfico muestran que en 1872 todavía no había ninguna hectárea de olivar. A partir del siglo XX empieza su cultivo, que será minoritario hasta el final del mismo siglo en el que se convierte casi en un monocultivo. El algodón se transforma en el siguiente cultivo herbáceo tras el trigo a partir de los años cuarenta. Tiene una bajada en la década de 1960 a raíz de los Planes de Estabilización, en los que estará menos protegido por los aranceles, vuelve a subir en los años setenta a causa del alza de los precios en los mercados internacionales y desaparecerá paulatinamente en los ochenta. A final de la década de 1960 comienza el cultivo de girasol que crecerá hasta convertirse en la segunda especie herbácea después del trigo.
Las técnicas agrícolas permanecen casi invariables hasta la segunda mitad del siglo XX. Hasta ese momento las únicas innovaciones son el arado de doble vertedera, que se va utilizar generalmente, y las segadoras mecánicas tiradas por animales, con menor uso. En las décadas de 1960 y 1970 se produce la mecanización del campo. Al mismo tiempo se generaliza la utilización de los abonos químicos como consecuencia, en parte, de la sustitución de los animales de tiro por tractores.
En el siglo XIX se produce un cambio en la ganadería debido a la transformación del tipo de propiedad. Crece el ganado mular, que se convierte en el preponderante como animal de tiro, ya que la multiplicación de parcelas y la distancia entre ellas lo hace más apropiado que el bovino para desplazarse. Al mismo tiempo, aumenta el número de cabras, ganado que no se menciona en el Diccionario de Madoz. A mediados del siglo XX habrá diez rebaños de ganado caprino.
Comunicaciones
La mejora de las comunicaciones, aunque lenta, va a influir en la economía: se irá reduciendo el número de arrieros, desaparecerá la industria textil y se podrá vender con más facilidad la producción propia.
En 1890 se aprueba el proyecto de construcción de la carretera de Porcuna a Baena, que se terminará después de 1902. En 1932 autorizan el de la carretera Bujalance-Valenzuela, que no se podrá desarrollar debido a la guerra. Habrá que esperar al inicio del decenio de 1970 para tener una carretera que enlace Valenzuela con Cañete de las Torres y Bujalance.
En 1932 se adjudica una línea de viajeros a Baena.
En la posguerra, con la intención de mitigar el paro, terminan la carretera de Santiago de Calatrava.
En 1882, debido a la sequía y al paro, algunos políticos piden que se contrate a trabajadores en la construcción del ferrocarril de Jaén hasta Martos para paliar el paro. Esta línea (Línea Linares-Puente Genil) se concluyó en 1893. Las estaciones de Martos y Villa del Río serán los puntos de abastecimiento a través del ferrocarril.
No prosperan los proyectos de ferrocarril Andújar -Puente Genil, Pedro Abad- Martos y Villa del Río-Valenzuela. El primero acortaba la distancia entre Madrid y Málaga, pero es desestimado porque su paso por la Subbetica resultaba demasiado costoso.
En 1918 instalan la primera línea telefónica.
Desde mediados de los años sesenta se producen algunas mejoras en las infraestructuras: asfaltado de la carretera Baena- Porcuna e instalación de la red de alcantarillado. El abastecimiento de agua potable a los domicilios se retrasará hasta mediados de los setenta. El servicio será muy deficiente al principio, porque se surtía solo del manantial del pueblo, y mejorará a final del decenio, al construir una tubería hasta el embalse del río Quiebrajano.
Industria y comercio
En 1879 se publica un Anuario-almanaque en que se relacionan los nombres de las personas dedicadas a la industria, administración y comercio. Constan ocho tenderos, un administrador de fincas, un carpintero, un arrendatario de consumos, un estanquero, un farmacéutico, tres corredores de granos, un herrero, un médico, un posadero y sesenta y ocho personas dedicadas al transporte. Es sorprendente el número de personas dedicadas al transporte. Ha crecido el número de los arrieros y los trajinantes desde 1852, que sumaban cuarenta y uno. Es muy superior al de los pueblos cercanos.
No menciona la fábrica de yeso, aunque es muy probable que siguiera trabajando para el consumo del pueblo.
Se conservan dos planos de situación de minas cerca del cerro Boyero firmados en 1902. Se tratará de prospecciones, ya que no hay pruebas de que se llegaran a explotar.
En 1913 se permite la explotación de la línea eléctrica. Este hecho posibilitará la instalación de una fábrica de harina al año siguiente y otra de aceite en 1926.
A finales de la década de 1950 se cierra el primer molino de harina y se edifica una fábrica con más capacidad de producción. A principios de los setenta, la cooperativa olivarera instala una almazara que sustituirá a la antigua, propiedad de una sola persona. En esta época, una empresa de confecciones distribuye varias máquinas tejedoras de lana para trabajar en los domicilios. A finales de este decenio se levanta una industria de calzado que será destruida por un incendio en noviembre de 1983.  Además, sobre 1976, se establece un taller de confección con ayuda del ayuntamiento, que cerrará
poco tiempo después. A mediados de los ochenta se crea otro taller de confección en régimen de cooperativa.
En los años sesenta abría al público un número considerable de locales de artesanía y pequeña industria: nueve carpinterías, seis herrerías, un taller de herrador, una confitería, una albardonería, ocho zapaterías, cuatro barberías, tres tahonas, dos fábricas de hielo (una de ellas también embotella gaseosa), dos yeseras y dos peluquerías. Además, trabajaban varias modistas y peinadoras a domicilio, cuatro o cinco cuadrillas de albañiles, y dos sastres que venían un día a la semana desde otros pueblos.
El número de establecimientos comerciales se multiplica en estos años, si lo comparamos con los datos de 1879: veinte tiendas de diverso género, cuatro tiendas de tejidos, dos estancos, una farmacia, dos despachos de vino y vinagre, una carnicería, una caja de ahorros, dos corresponsalías bancarias, una heladería-confitería-churrería y una droguería. Junto a estas actividades comerciales está las ambulantes de venta de chucherías, helado y “agua de los garbanzos”. El pescado se vende en un puesto de la plaza junto a los de frutas y verduras, en el que mayoritariamente venden los hortelanos de Albendín. En veinticinco locales se sirven bebidas alcohólicas. El espectáculo está atendido por dos cines de invierno y uno de verano. La hostelería la componen dos fondas y una posada con cuadra. Se dedican al transporte dos taxistas, tres camioneros y algunos arrieros. Además trabajan varios tratantes de grano y ganado, agentes comerciales y corredores.Existe una feria de ganado desde 1898, aunque normalmente se acude a las de Cañete de las Torres o Baena. En los días de fiesta más señalados, los vendedores de zapatos montan un mercado en la calle Palomar.
En 1978 fundan una cooperativa de consumo debido a la crisis económica y excesiva inflación.

##### Política y sociedad
Demografía
La población permanece estable desde 1857, 2112 habitantes, hasta 1897, 2182 hab. La causa de esta paralización podría estar en las graves epidemias  de la época y en el hambre producida por las frecuentes sequías. Alcanza 3 543 en 1930. A partir de ese momento, se produce un descenso prolongado. La causa de la primera reducción (3 515 hab. en 1940) fue la Guerra Civil, que fue despiadada en los dos bandos. En la posguerra (3 185 hab. en 1950) los motivos son la represión (encarcelamientos y ejecuciones), la emigración de familiares de exiliados y el hambre, causada por estado de ruina estatal, la baja producción agrícola y el aislamiento económico. Sube a 3 346 hab. en 1960 gracias a la recuperación económica: termina el racionamiento y la renta media supera en 1954, por primera vez, a la de 1935. El gran descenso de población se produce en la década de 1960: el número de habitantes baja hasta 2 138 en 1970. Este 36% de caída se debe a la emigración producida por la demanda de mano de obra de la industria. La emigración provoca la mecanización del campo que, a su vez, originará mayores bajadas: 1601 hab. en1981 y 1489 hab. en 1991.

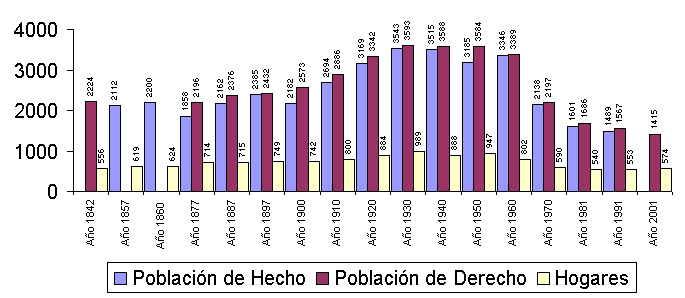
Evolución demográfica de 1842 a 2001. (Datos no incluidos: padrón de 1975, 1784 h., y padrón de 1986, 1695 h).Fuente: Instituto Nacional de Estadística

Junto a estas emigraciones permanentes tenemos las emigraciones temporales. Las más numerosas son las invernales para la recogida de la aceituna en el siglo XIX y gran parte del XX (la mayor parte a Montoro), y las otoñales para la recolección del algodón de regadío (sobre todo a Andújar). No son frecuentes los desplazamientos para trabajar en la vendimia. En cuanto a las emigraciones al extranjero, solían ser de personas que enviaban el dinero al resto de la familia que permanecía en el pueblo. La mayoría volvía pocos años después pero, casi siempre, se establecía fuera de la localidad.
Existen inmigraciones estacionales para la siega. Esto creará frecuentes conflictos con los jornaleros locales. Díaz del Moral escribe que “en el Congreso de La Rambla [el 1 de abril de 1919] se acordó, sin voto en contra, que hasta que obtuvieran colocación todos los campesinos de cada localidad no se diera trabajo a los asociados de la comarca, y que estos gozaran de preferencia sobre los extraprovinciales. Se reputaban labores de cada pueblo las de los propietarios que en él habitaban aunque radicasen las fincas en otros términos municipales”. Catorce días después de la proclamación de la II República el gobierno provisional promulga el Decreto de Términos Municipales, cuyo artículo 1 decía: “En todos los trabajos agrícolas, los patronos vendrán obligados a emplear referentemente a los braceros que sean vecinos de Municipio en que aquellos hayan de realizarse”. El decreto posibilitó la subida de los salarios del campo e impidió la contratación de esquiroles de otras zonas; pero la CNT se opuso porque podía causar graves trastornos a los trabajadores de los pueblos pequeños que acostumbran a trabajar en los cortijos de otras provincias. Es el caso de Valenzuela, que además tiene un término muy reducido y gran parte de los propietarios tienen sus tierras en la provincia de Jaén.
Grupos sociales
Díaz del Moral, al estudiar el periodo de 1909 a 1918, afirma que en Valenzuela y en ciertos pueblos de la provincia “existen núcleos considerables de arrendatarios y propietarios de hazas y dueños de casas humildes”. Un latifundista y un grupo pequeño de medianos propietarios asumen el estatus social de clase alta. Muchos de los pequeños propietarios se encargan de labrar con sus yuntas otras hazas a medias, en régimen de arrendamiento o a jornal. Otros labran directamente sus tierras compartiendo aperos y animales de tiro con vecinos o familiares. Además, trabajan como jornaleros para los medianos propietarios. Los jornaleros sin tierra son minoría. Sus jornadas son muy prolongadas. Salen muy temprano para estar en el tajo con las primeras luces cuando pernoctan en el pueblo o duermen en los cortijos para estar cerca de la tierra cuando van “de semana”.
El grupo de personas que se dedican al comercio y la industria es menor que el dedicado a la agricultura, aunque va aumentando hasta los años sesenta. Muchas de ellas tenían que compaginar su ocupación con el trabajo en el campo. Va disminuyendo el número de arrieros a medida que se construyen las carreteras, aunque el mal estado de los caminos los hace imprescindibles para el transporte a los cortijos.
Las mujeres participan en todas las labores del campo, excepto en la trilla, en las que exigen cargar grandes pesos y trabajar con animales de tiro, aunque su salario es la mitad del jornal del hombre. Algunos labradores las contratan para “tardear” pagándoles medio jornal pero exigiéndoles más horas de la mitad de la jornada normal. Gran parte trabaja en las casas de los medianos propietarios realizando las tareas externas: barrer su parte de calle, comprar y llevar agua. Es una relación clientelista: trabajan para obtener pequeños favores y tener asegurado el trabajo para los demás miembros de la familia. La razón es que las personas que se consideran de la alta sociedad no pueden trabajar en público. A partir de los años sesenta cambia la mentalidad debido a la menor oferta de trabajadores.
La mayoría de los niños trabaja. Los más afortunados lo hacen como aprendices de artesanos o comerciantes. Muchos hijos de pequeños propietarios ayudan en el campo a sus padres o cuidan animales. Es muy frecuente que los hijos de los jornaleros trabajen en cortijos a cambio de la comida hasta que tengan edad de ganar medio jornal. Las niñas trabajan en casa la mayor parte del año y en las tierras de los padres cuando se necesita mucha mano de obra. Algunas son aprendices de costurera. Las familias con menor poder adquisitivo emplean a las niñas como criadas.
La población sufre un envejecimiento prematuro debido a las malas condiciones de trabajo. Es muy difícil conseguir trabajo de jornalero cuando se llega a los cincuenta años. Muchas personas tienen que vender sus hazas o dedicarse a algunos oficios como vendedor de agua de los garbanzos, espartero, elaborador de sogas o reparador de sillas de anea. Las pensiones del Régimen Agrario y los subsidios obreros son inexistentes o ínfimos hasta la Constitución de 1978. Hay muy pocas mujeres con derecho a pensión hasta finales de lo setenta.
Servicios y equipamientos sociales
El analfabetismo se extendía a la mayor parte de la población. Es tan alarmante la situación que el principal objetivo de los sindicatos es abrir escuelas; una de los centros obreros fundados en Valenzuela recibe el nombre de Sociedad Instructiva. La educación mejora a partir de la Ley Moyano (1857), que establece como gratuita la enseñanza primaria para los niños de seis a nueve años pertenecientes a familias con bajos ingresos. Anteriormente, la escuela de niñas de Valenzuela no tenía dotación económica y se mantenía con las aportaciones de las familias. No obstante, el absentismo escolar será muy alto, sobre todo el de las niñas. A principios del siglo XX habrá dos escuelas de niños y dos de niñas, además de una clase de adultos desde 1916. A partir de la II República funciona una escuela de párvulos. En esta época se aprueba un proyecto de construcción de un grupo escolar, que se malogra por la Guerra Civil. Se construye en los años cincuenta, pero tienen que abandonarlo poco después de inaugurado por defectos de construcción. Las escuelas tienen varias ubicaciones hasta finales de los setenta, cuando se construyen los edificios del actual colegio. En los años sesenta funcionan una clase nocturna de la Campaña Nacional de Alfabetización, cinco unidades de niños y cuatro de niñas en enseñanza primaria, y una para cada sexo en párvulos.
La enseñanza secundaria es casi inexistente hasta los años sesenta. Solo accedían a ella algunos hijos de los propietarios que podían pagar un internado y los seminaristas que obtenían beca de algún benefactor. Desde principios de los sesenta un grupo de unos cuarenta alumnos estudia Bachillerato por libre en una academia. Además otro grupo de diez, aproximadamente, consigue becas para estudiar en colegios con internado o en universidades laborales. A principios de los setenta, la mayoría de los alumnos de Bachillerato se traslada diariamente al instituto de Baena, primero, y al de Porcuna, al final de esa década.
Las personas que tienen estudios universitarios son excepciones; el número de licenciados desde 1900 hasta 1970 no supera la decena. Desde finales de los setenta aumenta progresivamente el número de universitarios gracias a la nueva política de becas.
Desde los primeros años del siglo XX hasta finales de los sesenta, dos médicos se encargan de la atención primaria. Les apoyan un practicante y una comadrona.
Los caminos eran muy inseguros en el siglo XIX. Varias noticias de mediados de siglo se hacen eco de los crímenes en esta parte de la Campiña. Para defender las vidas y las propiedades se establece un puesto de la Guardia Civil en diciembre de 1898, que permanece hasta mediados de la década de 1970. Además les secundan en el mantenimiento del orden público los policías municipales. En 1960 había cinco guardias civiles, cuatro policías municipales y un guarda de campo.
Los únicos centros de reunión y ocio son las tabernas y los casinos de los partidos políticos. En 1925 se crea el Centro Filarmónico con la finalidad de que "la juventud se aparte del ambiente embrutecedor de las tabernas". No existen instalaciones deportivas hasta 1990. Desde mediados del XX se utiliza el patio del colegio, con un suelo terrizo e irregular, como campo de deporte. Tampoco hay centros públicos de ocio para jóvenes o ancianos. En 1973 se crea un club para jóvenes que permanecerá abierto unos diez años. A finales de esta década abren un hogar del pensionista en los bajos de la nueva iglesia que se mantendrá hasta la actualidad, aun con cambios de local y de patrocinio.
Movimiento obrero
Las pésimas condiciones de trabajo, los bajos salarios y los prolongados periodos de paro son la base del nacimiento del movimiento obrero. Díaz del Moral lo estudia en su obra Historia de las agitaciones campesinas andaluzas y cita Valenzuela en la representación en congresos, fundación de centros obreros, edición de publicaciones y participación en huelgas:
- De 1900 a 1909 el movimiento tuvo escaso relieve en Valenzuela.

- En el período de 1909 a 1918, se funda un centro republicano (1911), se crea la sociedad sindicalista Luz y Vida (22 de abril de 1915), que en septiembre ingresó en la Federación Nacional de Agricultores y se cierra esta última siete meses más tarde. Asimismo, se publican bastantes artículos procedentes de Valenzuela en la prensa ácrata.

- En la etapa de 1918 a 1921, conocida como Trienio Bolchevique, los obreros de Valenzuela intervienen activamente en el movimiento obrero de la provincia enviando delegados a los congresos, participando en las huelgas y creando centros obreros.

- En junio de 1918 las mujeres de Valenzuela contribuyen a suspender el trabajo en las fincas.

- Los obreros de Valenzuela colaboran en los congresos de Castro del Río; en el de octubre de 1918, que funda la Federación provincial de Córdoba y sus contornos, tras la convocatoria de huelga en septiembre, y en el de mayo de 1919 que coordina la continuación de la huelga. Prosigue el paro hasta el día 29, en el que se declara el estado de guerra.

- Se encuentran en la provincia tres tipos de Asociaciones obreras campesinas: las sindicalistas, las socialistas y las indefinidas o neutrales. Valenzuela se encuentra en el primer grupo.

- En septiembre de 1918 se crea la Sociedad Instructiva de Obreros de Valenzuela emulando al Centro Instructivo de Castro del Río.

- La delegación de Valenzuela en el V Congreso de la Federación Nacional de Obreros Agricultores y Similares de España, celebrado en Valencia en los días 25, 26 y 27 de diciembre de 1918 representa a 100 afiliados.

- Según los datos del Gobierno Civil, los obreros afiliados en el Centro de oficios varios durante el Período Bolchevique son 364, el 13% del total de la población.

La prensa pública que, en marzo de 1915, ha habido una manifestación de mujeres, pidiendo la rebaja en el precio del pan y el repeso de este. En junio del mismo año, se hace eco de la declaración de la huelga por parte de los obreros del campo de Castro del Río y Valenzuela.
Los periódicos de la II República registran la declaración de huelga general en Valenzuela en otoño de 1931. Causó alarma entre los propietarios a causa de los incendios provocados en la zona colindante con la provincia de Jaén. En verano de 1933 se declara una huelga convocada por la UGT, al no aceptar los patronos la imposición de las bolsas de trabajo.
A finales de los años setenta renace tímidamente el movimiento obrero. El sindicato mayoritario es CCOO. Los jornaleros participan en una huelga de recogida de la aceituna, aunque los piquetes están formados por huelguistas de los pueblos cercanos.
Política
En la política local se ven reflejados los defectos de la política decimonónica española:
- Cesantes: Suspenden en 1858 a un estanquero al cambiar el gobierno.
- Manipulación de elecciones: El interventor del partido liberal protesta en la Junta del Censo porque pretendían proclamar diputado al candidato que había perdido las elecciones de 1886.
- Abuso de poder: El Gobierno suspende, en 1890, al Ayuntamiento elegido democráticamente.

La participación política es muy baja. En 1884, el candidato elegido reparte, como incentivo para votar, quinientos panes entre los necesitados. En 1886, Sánchez Guerra, del partido liberal en ese momento, que es el candidato más votado, obtiene solo 109 votos. La mayor parte de la población está a favor de los partidos dinásticos aunque se va creando una oposición a la política de la Restauración: en 1888 se reúne el comité del partido republicano en Baena del que forma parte un vocal de Valenzuela. Además, en 1911 se crea el centro republicano citado anteriormente.
Los gobiernos tienen que hacer frente al hambre y al paro con la realización de obras públicas. Ya hemos mencionado la construcción de la carretera Baena-Porcuna y el ferrocarril Linares-Puente Genil.
Durante la II República se producen graves enfrentamientos entre los grupos políticos. En agosto de 1931, el alcalde detiene a siete propietarios que se habían negado a pagar a los jornaleros que se les habían enviado. En septiembre pide ayuda al gobernador por los incendios en las fincas colindantes de la provincia de Jaén. En 1934 el Gobierno suspende al Ayuntamiento elegido democráticamente.
De nuevo, el Gobierno destina parte del presupuesto a luchar contra el paro. En 1932 aprueba la concesión de 20 000 pesetas para subsidios para obras en las que se coloquen obreros sin trabajo. Al año siguiente, libra 50 000 pesetas para la construcción del primer tramo de la carretera Bujalance-Valenzuela.
Iniciada la Guerra Civil las fuerzas políticas de izquierda tomaron el poder encarcelando desde el inicio del conflicto a todos los que considerasen sospechosos de adhesión al golpe de Estado. De esta primera etapa de la Guerra Civil cabe destacar los dramáticos sucesos del 4 de septiembre de 1936 cuando tras el asalto y saqueo de la iglesia y sus bienes artísticos fue prendida una hoguera en la plaza. Al fuego fueron lanzados el Secretario municipal Alfredo Vázquez Espinosa, el juez municipal Cipriano Pérez Aguilera y el Párroco don Jacinto Sanz y Sanz. Este último fue elevado a los altares como Beato tras el expediente cursado por su martirio. Además de estos tres otras 16 personas fueron asesinadas en Valenzuela por motivaciones políticas. La conocida como Campaña de la Aceituna pone fin al control republicano sobre la localidad con la entrada de las tropas "nacionales" al mando de Gómez Cobián el 19 de diciembre de 1936 sin encontrar resistencia. 
Desde el 19 de diciembre de 1936, el pueblo estuvo ocupado por las tropas rebeldes, que se vengan de las ejecuciones realizadas por las fuerzas populares con la tortura, prisión y ajusticiamiento de numerosas personas que habían pertenecido a sindicatos o partidos de izquierdas. Junto a la condena de prisión estaba la del destino a batallones de castigo a los soldados que habían sido reclutados por el ejército de la República Además destruyen las pertenencias de los que han huido para refugiarse en los pueblos de Jaén.
Durante los años cuarenta y parte de los cincuenta se realiza un número considerable de obras públicas: carretera de Santiago, ayuntamiento, cuartel de la Guardia Civil, grupo escolar, edificios del cementerio, casas de los maestros y barriada. El objetivo es reparar los daños de la guerra y dar trabajo a una población arruinada y hambrienta.
Durante los años cincuenta y sesenta, la población tiene la sensación de abandono y desidia por parte del Concejo municipal. A finales de los sesenta el nuevo alcalde nombrado por el gobernador promueve iniciativas para modernizar el pueblo: cooperativa olivarera, búsqueda de manantiales y construcción de la red de tuberías de agua corriente.
Los primeros gobiernos municipales democráticos lo forman políticos centristas. Debido a la crisis económica su principal aspiración será acabar con el paro. Los obreros del Plan de Empleo Rural trabajan cambiando el empedrado de las calles por pavimento de hormigón y limpiando carreteras.

## Demografía
Valenzuela cuenta con una población de 1041 habitantes (INE 2024).
| Gráfica de evolución demográfica de Valenzuela entre 1842 y 2021                                                    |
| |
| Población de derecho según los censos de población del INE Población de hecho según los censos de población del INE |

Datos demográficos (1/1/2015)
| Población | Tasa de natalidad | Tasa de mortalidad | Crecimiento vegetativo | Tasa de dependencia | Tasa de envejecimiento | Emigraciones | Inmigraciones |
| --------- | ----------------- | ------------------ | ---------------------- | ------------------- | ---------------------- | ------------ | ------------- |
| 1 241     | 3,16‰             | 13,42‰             | -10,26‰                | 62,01%              | 29,09%                 | 46           | 33            |

Las tasas de dependencia y envejecimiento son superiores a las de Andalucía, 48,11% y 16,18% respectivamente.
La pirámide de población de 2007, además de otros datos, se puede consultar en "Formulario de datos económicos"

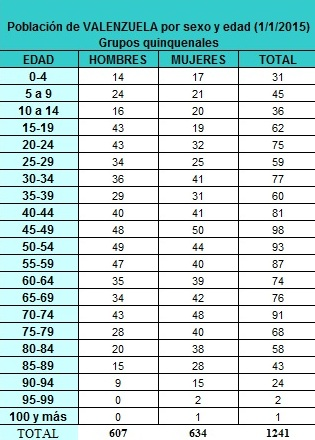
Fuente: INE

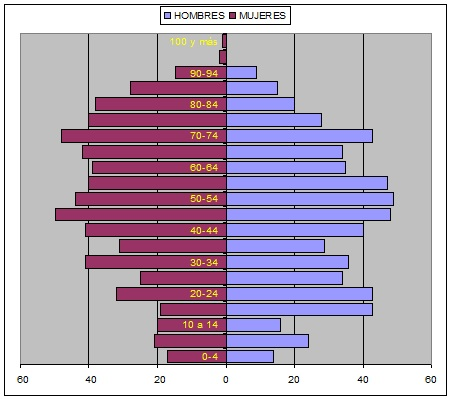
Pirámide de población de Valenzuela el día 1 de enero de 2015. Fuente: INE

## Economía
Están registradas 38 empresas, 25 de ellas dedicadas al comercio, transporte y hostelería, y 6 a la industria (INE 2012).
Predomina (2009) el cultivo del olivar (1122,07 ha sobre un total de 1123,57 ha dedicadas a cultivos leñosos), seguido por el de trigo (228 ha sobre 369,14 ha de cultivos herbáceos) (Fuente: Instituto de Estadística y Cartografía de Andalucía). De las seis empresas dedicadas a la industria, las dos más importantes son almazaras. Este hecho, junto al práctico monocultivo del olivar, provoca que casi todo el empleo sea estacional.
La población activa (2001) fue de 609, siendo la tasa de paro el 67 % (Fuente: Instituto de Estadística y Cartografía de Andalucía)
Se pueden consultar otros datos económicos en "Formulario de datos económicos". El enlace externo se encuentra al final del artículo.

### Evolución de la deuda viva municipal
| Gráfica de evolución de Deuda viva del Ayuntamiento de Valenzuela entre 2008 y 2024                                |
| |
| Deuda viva del Ayuntamiento de Valenzuela en miles de Euros según datos del Ministerio de Hacienda y Ad. Públicas. |

## Patrimonio

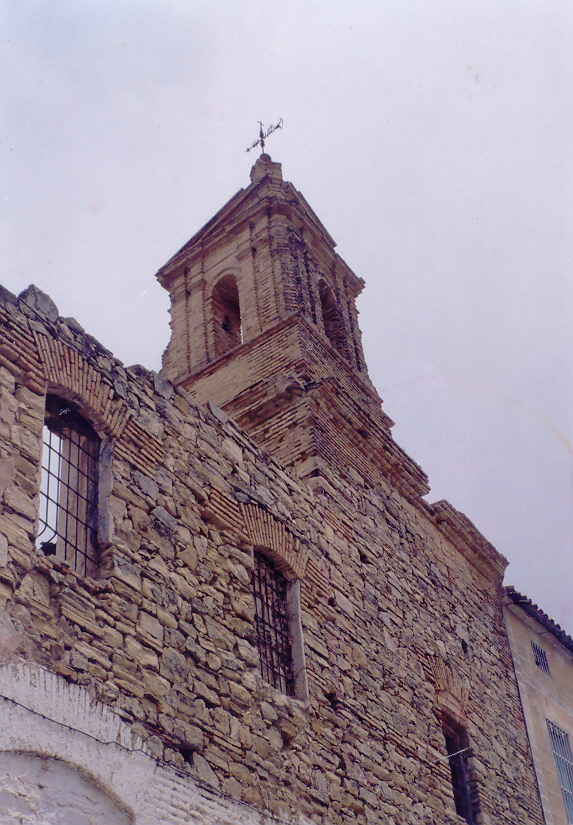
Hospital de Jesús y María(imagen antigua, antes de restaurarse)

- Hospital de Jesús y María. Construido en 1809,[44] después de ser abandonado y utilizado como granero[45] a finales del siglo XIX,  en 1923 fue restaurada la capilla[46] por el párroco, que además adecentó otra parte para su vivienda. En 1925 se instaló la escuela de niñas[47] y el año siguiente se reformó totalmente para alojar las demás aulas.[48]  Desde la posguerra hasta su abandono en 1960, aproximadamente, estuvieron alojadas varias familias. De él se conserva el campanario, recientemente restaurado. El resto del edificio ha sido restaurado y convertido en un centro cultural.

- Yacimiento Arqueológico de Cerro Boyero:[49] en él han sido descubiertos un relieve antropomorfo[50] y una inscripción ibérica, cuyos signos gráficos pertenecen al sistema paleohispánico Ibérico Meridional, además de una cisterna ibérica y restos conservados en la Colección Ricardo Marsal[51]

- Ermita del Calvario: construcción de finales de los setenta coronada por la "sombrilla" de la torre de la antigua parroquia de la Asunción. Domina el pueblo desde el cerro Boyero.

- Parroquia de Nuestra Señora de la Asunción. Construida en 1977 de nueva planta en parte del solar de la antigua iglesia edificada en el siglo XVIII. Una reciente restauración la ha dotado de elementos barrocos característicos de algunos templos andaluces.

- Centro cultural Juan el Impresor: antiguo granero remodelado como auditorio. La denominación corresponde al fundador de la primera imprenta en la India: Juan Rodríguez de Bustamante (1536-1588),[52] jesuita nacido en Valenzuela.

## Fiestas
- Semana Santa: la mañana del Viernes Santo tiene lugar el llamado "Sermón de la Plaza", donde se representan pasajes de la Biblia.
- Fiestas de San Roque: feria celebrada del 14 al 17 de agosto.
- San Isidro: Celebrada el fin de semana posterior al 15 de mayo, con una solemne procesión y una romería en la que participa todo el pueblo con carrozas, caballos.
- Procesión del Corpus: es la fiesta más importante de esta población. Ha sido declarada de interés turístico nacional e incluida en la Guía Digital del Patrimonio Inmaterial de Andalucía.[53] Las calles se adornan con las famosas alfombras diseñadas por los niños del pueblo, hechas de serrín multicolor. Se celebra el sábado y el domingo siguientes al jueves de Corpus Christi. En la madrugada del sábado se coloca el serrín, actividad en la que pueden participar turistas o gente del pueblo, y el domingo por la mañana se exponen las alfombras, macetas, rincones, altares, sábanas y todos los artículos con los que tradicionalmente se han adornado las calles para estas fiestas. Por la tarde se produce la "salida de la custodia" -una bellísima tradición-, en su trono de plata con los niños que la acompañan.
- Virgen de la Cabeza: el jueves anterior al último domingo de abril se despide a las banderas que acompañarán a los hermanos mayores a la romería. El lunes siguiente sale la imagen de la Virgen en procesión.

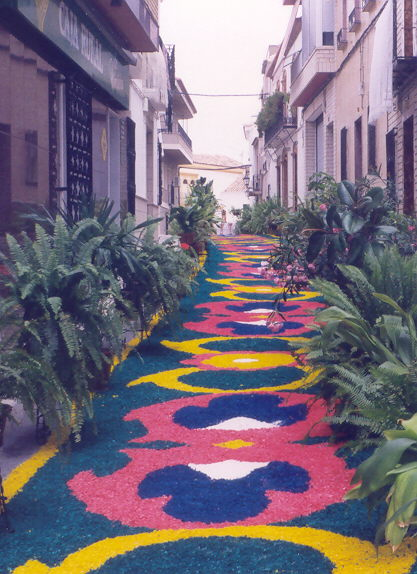
Calle de Valenzuela el día del Corpus

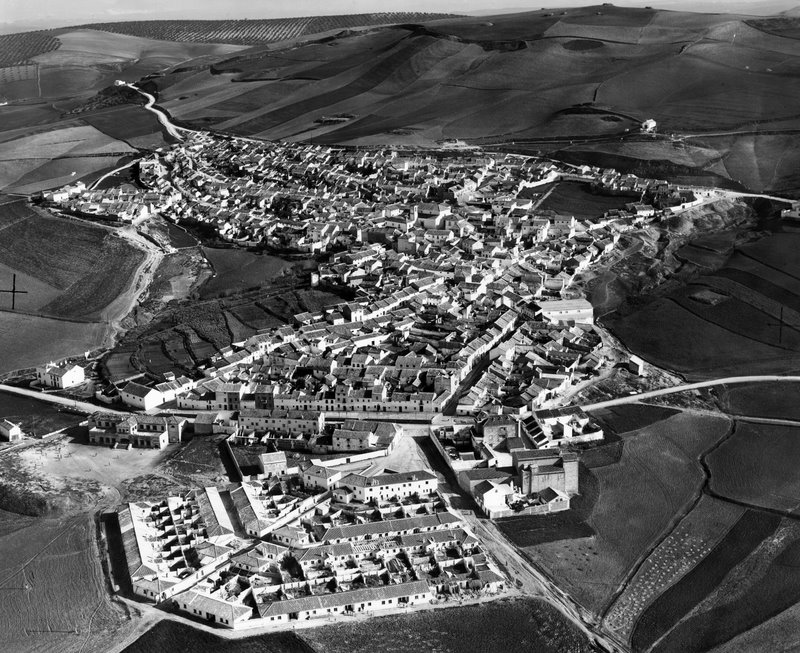
Fotografía aérea de Valenzuela. Realizada, probablemente, en el año 1960

## Gastronomía
- Dulces: magdalenas, pestiños, buñuelos, torticas de manteca y jeringa de huevos (Aceite frito, agua, harina, huevos, miel blanca y azúcar)
- Salados: salmorejo, mojete